# Miloš Melčák
Miloš Melčák (* 19. dubna 1939) je český politik, v 90. letech 20. století a v 1. dekádě 21. století poslanec Poslanecké sněmovny Parlamentu České republiky, ve volbách v roce 2006 zvolený za Českou stranu sociálně demokratickou, v lednu 2007 spolu s poslancem Michalem Pohankou, ač opoziční poslanci, umožnili, aby druhá vláda Mirka Topolánka získala důvěru.

## Profesní kariéra
Po studiu na Střední průmyslové škole strojnické ve Zlíně a na Fakultě strojní Vysokého učení technického v Brně pracoval v letech 1967–1979 jako externí aspirant na katedře obráběcích a tvářecích strojů VUT Brno. Pracoval jako konstruktér, vedoucí konstrukční skupiny, zástupce vedoucího oddělení Obchodně technických služeb, vedoucí referent v kontrole technické diagnostiky obráběcích strojů, vedoucí oddělení tamtéž, zástupce vedoucího divize, zástupce vedoucího výrobní divize, samostatný vývojový pracovník, ředitel Firemní školy, ředitel a předseda představenstva ZPS Zlín atd.
V letech 1994–1996 pracoval jako pedagogicko-vědecký pracovník na VUT Brno, v roce 1996 byl krátce i jejím proděkanem.

## Politická kariéra
V mládí byl v letech 1961–1970 členem KSČ; vyloučen byl v rámci tzv. vnitrostranických čistek (oficiálně se jednalo o výměnu členských legitimací). V roce 1991 vstoupil do ČSSD. Kromě funkcí v ČSSD (člen předsednictva) byl také aktivní v komunální politice. V komunálních volbách roku 1994 a komunálních volbách roku 1998 byl zvolen do zastupitelstva města Zlín za ČSSD. Podporoval velký projekt stavby kanálu Dunaj-Odra-Labe. Jako člen Stálé delegace do Parlamentního shromáždění Rady Evropy se jej snažil prosazovat i zde.
Ve volbách v roce 1996 byl zvolen do poslanecké sněmovny za ČSSD (volební obvod Jihomoravský kraj). Byl členem sněmovního výboru pro vědu, vzdělání, kulturu, mládež a tělovýchovu. Jako poslanec pak hlasoval pro ústavní zákon, který umožnil zkrácení volebního období. V roce 2009 přitom podobný zákon napadl u Ústavního soudu.
Do Poslanecké sněmovny se po čtyřleté přestávce vrátil ve volbách v roce 2002 a mandát obhájil i ve volbách v roce 2006. Kandidoval vždy za ČSSD ve Zlínském kraji. V letech 2002-2010 byl členem hospodářského výboru sněmovny, v letech 2004-2006 navíc i výboru pro evropské záležitosti a v období let 2006-2010 i hospodářského výboru.
Do vyloučení ze strany 10. února 2007 byl považován za jednoho z představitelů levého křídla v ČSSD a za stoupence bývalého předsedy ČSSD Miloše Zemana.
Na základě jeho ústavní stížnosti odložil 1. září 2009 Ústavní soud vykonatelnost rozhodnutí prezidenta Klause o vyhlášení předčasných voleb do Poslanecké sněmovny, které se měly uskutečnit 9. a 10. října 2009. Jeho stížnost dle agentury Factum Invenio odsoudilo 63 % lidí.

## Podpora Topolánkovy vlády
Miloš Melčák se spolu s dalším poslancem ČSSD Michalem Pohankou dohodli s Mirkem Topolánkem a dalšími představiteli koalice, že budou tolerovat druhou vládu Mirka Topolánka.
19. ledna 2007 se nezúčastnili hlasování Poslanecké sněmovny o důvěře vládě Mirka Topolánka, čímž došlo ke snížení hlasovacího kvóra. Díky tomuto kroku poslanci ODS, KDU-ČSL a Strany zelených vyslovili vládě důvěru, a byl tak ukončen politický pat, který nastal po volbách v červnu 2006.

### Reakce
Předseda ČSSD Jiří Paroubek Miloše Melčáka nařkl z korupce a oznámil, že na něho podá trestní oznámení. Prohlásil také, že bude sledovat jeho majetek: „Budeme sledovat jejich majetkové poměry za pět, deset let“.
Ve své odpolední řeči ve Sněmovně Miloš Melčák přednesl své a Pohankovo stanovisko a odmítl Paroubkův postup a jeho obvinění.
27. ledna byl Miloš Melčák odvolán z předsednictva ČSSD (zde působil od roku 1999). Jeho mateřská základní organizace ve Zlíně mu však 29. ledna navzdory tlakům z vedení ČSSD nezrušila členství ve straně. Ústřední výkonný výbor ČSSD proto využil možnosti, kterou mu dávají stanovy, a 10. února 2007 vyloučil Miloše Melčáka ze strany. Pro hlasovalo 132 jeho členů, proti 10.
Vedení sociální demokracie a část české veřejnosti ho kvůli toleranci Topolánkově vládě následně začala označovat za zrádce. Miloš Melčák svým jednáním a podporou Topolánkovy vlády neporušil Ústavu, neboť dle ní není poslanec vázán rozhodnutími strany, ani jinými příkazy (čl. 26).
Ve svých pamětech Jak se dobývá Hrad vydaných v roce 2014, uvedl bývalý poradce prezidenta Miloše Zemana Miroslav Šlouf, že Melčáka a Pohanku k podpoře Topolánka přesvědčili právě on se Zemanem.